# Rejsec černý
Rejsec černý (Neomys anomalus) je hmyzožravý zástupce čeledi rejskovití (Soricidae).

## Popis
Český název je poměrně zavádějící, jelikož základní zbarvení rejsce černého je černý hřbet a světlá (šedobílá) spodní strana těla. Na délku má od 67 mm do 87 mm. Délka ocasu se pohybuje mezi 40 mm a 52 mm. Zadní tlapky mají na délku od 15 mm do 17 mm. Hmotnost se pohybuje mezi 8 a 17 gramy.

## Potrava
Při hledání potravy se orientuje sluchem, čichem a hmatem. Pohybuje se hlavně po souši (není dobrý plavec), v první polovině noci. Živí se hlavně bezobratlými živočichy (hmyz, měkkýši, žížaly, pavouci).

## Rozmnožování
Samice rodí 5 až 8 mláďat v jednom nebo dvou vrzích od konce května do září. Mláďata se osamostatňují po pěti týdnech života, některá pohlavně dospívají ještě tentýž rok. Obvykle se dožívají 15 až 19 měsíců.

## Výskyt
Vyskytuje se ve vrchovinách, pahorkatinách a podhorských oblastech, tedy téměř všude kromě nížin. Zpravidla pobývá v podmáčených až bažinatých místech s hustým porostem vlhkomilné vegetace. Tedy například v mokřadech, prameništích nebo podmáčených loukách.
Areál celkového rozšíření se nachází hlavně v Evropě od vnitrozemí Pyrenejského poloostrova po střední tok řeky Don. Zasahuje také na Balkán a částečně také do Asie (severozápad Turecka).

## Ochrana
V České republice není předmětem zákonné ochrany.
Podle Červeného seznamu IUCN je málo dotčený (LC).
V minulosti (70. léta) byl považován za druh poměrně vzácný, později se ukázalo, že se na mnohých místech vyskytuje zcela běžně.

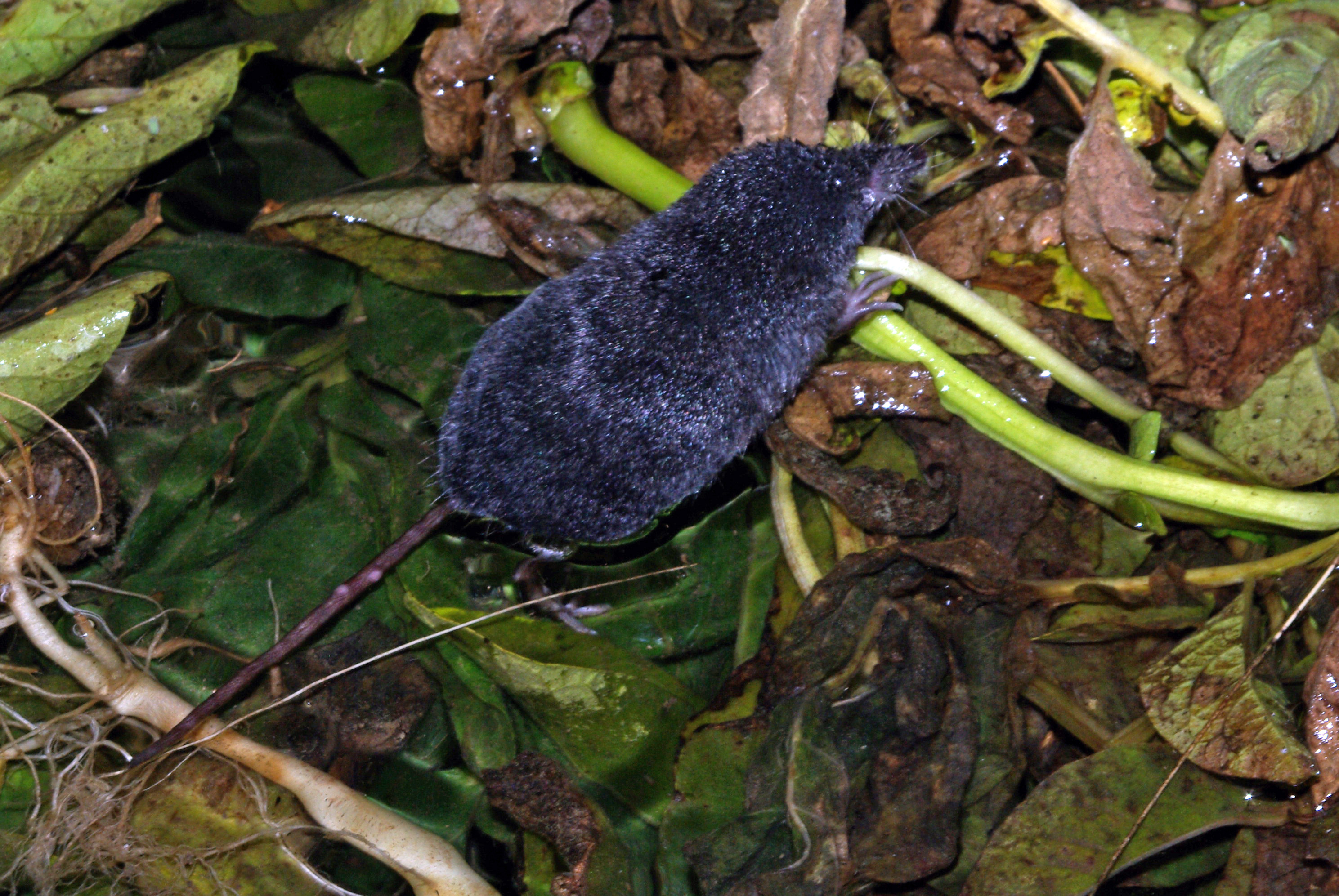
Rejsec černý

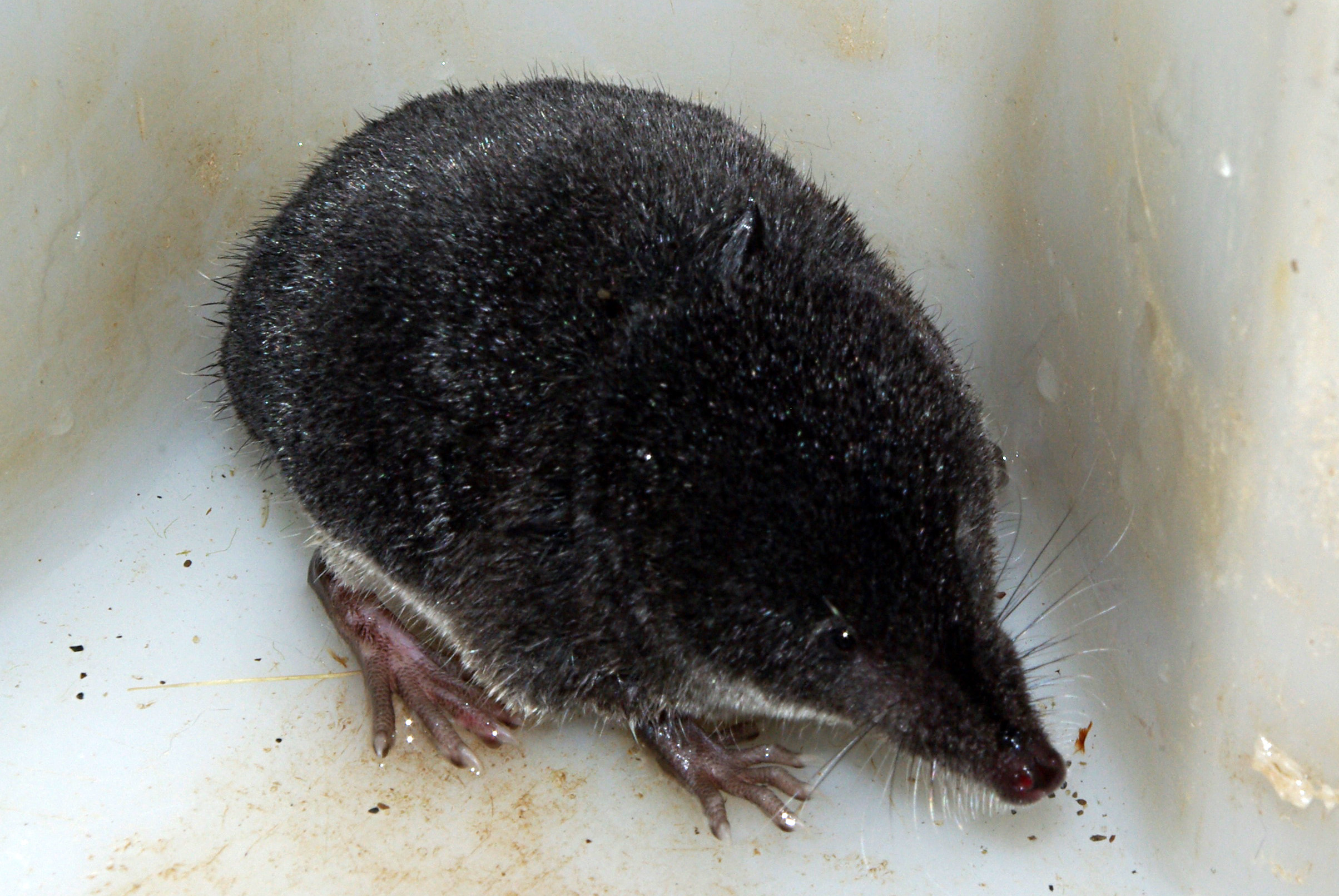
Rejsec černý